# Variháza
Variháza (1899-ig Varehócz, szlovákul: Varechovce, ukránul: Varihivci) község Szlovákiában, az Eperjesi kerületben, a Sztropkói járásban.

## Fekvése
Sztropkótól 19 km-re északkeletre, az Ondavai-dombság keleti részén, az Olyka-patak jobb oldalán fekszik.

## Története
A falu soltész általi betelepítéssel keletkezett a vlach jog alapján 1420 körül. Első írásos említése 1430-ból származik, a sztropkói uradalom része volt. 1600-ban ortodox templommal, paplakkal és 13 jobbágyházzal rendelkezett. 1715-ben 22, 1720-ban 15 háztartás volt a településen.
A 18. század végén Vályi András így ír róla: „VARICHOCZ. Orosz falu Zemplén Várm. földes Ura Jekelfalusy Uraság, lakosai ó hitüek, fekszik n. k. Roskóczhoz 1, d. Repejőhöz 1/2 n. ny. Velkrophoz másfél órányira; határja 2 nyomásbéli, zabot terem, erdeje tágas, piatza Sztropkón van.”
1828-ban 40 házában 294 lakos élt. A Jekelfalussy és Dessewffy családok birtoka volt.
Fényes Elek 1851-ben kiadott geográfiai szótárában így ír a faluról: „Varihócz, Zemplén vm. orosz falu, Sztropkó fil., 5 romai, 288 g. kath., 6 zsidó lak., 247 h. szántóföld. F. u. Szirmay. Ut. p. Eperjes.”
Borovszky Samu monográfiasorozatának Zemplén vármegyét tárgyaló része szerint: „Variháza, előbb Varehócz, ruthén kisközség 39 házzal és 297 gör. kath. vallású lakossal. Postája Havaj, távírója és vasúti állomása Mezőlaborcz.A sztropkói vár tartozéka volt és annak sorsában osztozott. 1494-ben és 1548-ban Varócz, 1591-ben Varcsócz s 1598-ban Varihócz néven említik. Van itt egy újabb úrilak, melyet Jekelfalussy Lajos építtetett s az övé az itteni gőz fűrészelő- és gyufaszálka gyár is. A Jekelfalussyak már a XVIII. században birtokosai voltak, úgyszintén a Desewffyek is. Gör. kath. temploma 1827-ben leégett.”
A trianoni diktátumig Zemplén vármegye Mezőlaborci járásához tartozott.

## Népessége
| Év:            | 1994. | 2004.    | 2014.   | 2024.    |
| -------------- | ----- | -------- | ------- | -------- |
| Emberek száma: | 181   | 160      | 165     | 135      |
| Eltérés:       |       | -11,60 % | +3,12 % | -18,18 % |

| Év:            | 2023. | 2024.   |
| -------------- | ----- | ------- |
| Emberek száma: | 146   | 135     |
| Eltérés:       |       | -7,53 % |

1910-ben 304-en, többségében ruszinok lakták, jelentős cigány és magyar kisebbséggel.
2001-ben 169 lakosából 130 szlovák és 27 ruszin volt.
2011-ben 180 lakosából 115 szlovák és 62 ruszin.

## Nevezetességei
Görögkatolikus temploma 1827-ben épült a leégett, régi templom helyett.